# Фома Канський
Фома Канський чи Кнай Томман (тур. Knai Thomman) — торговець з Едеси (зараз Шанлиурфи) на території сучасної Туреччини.

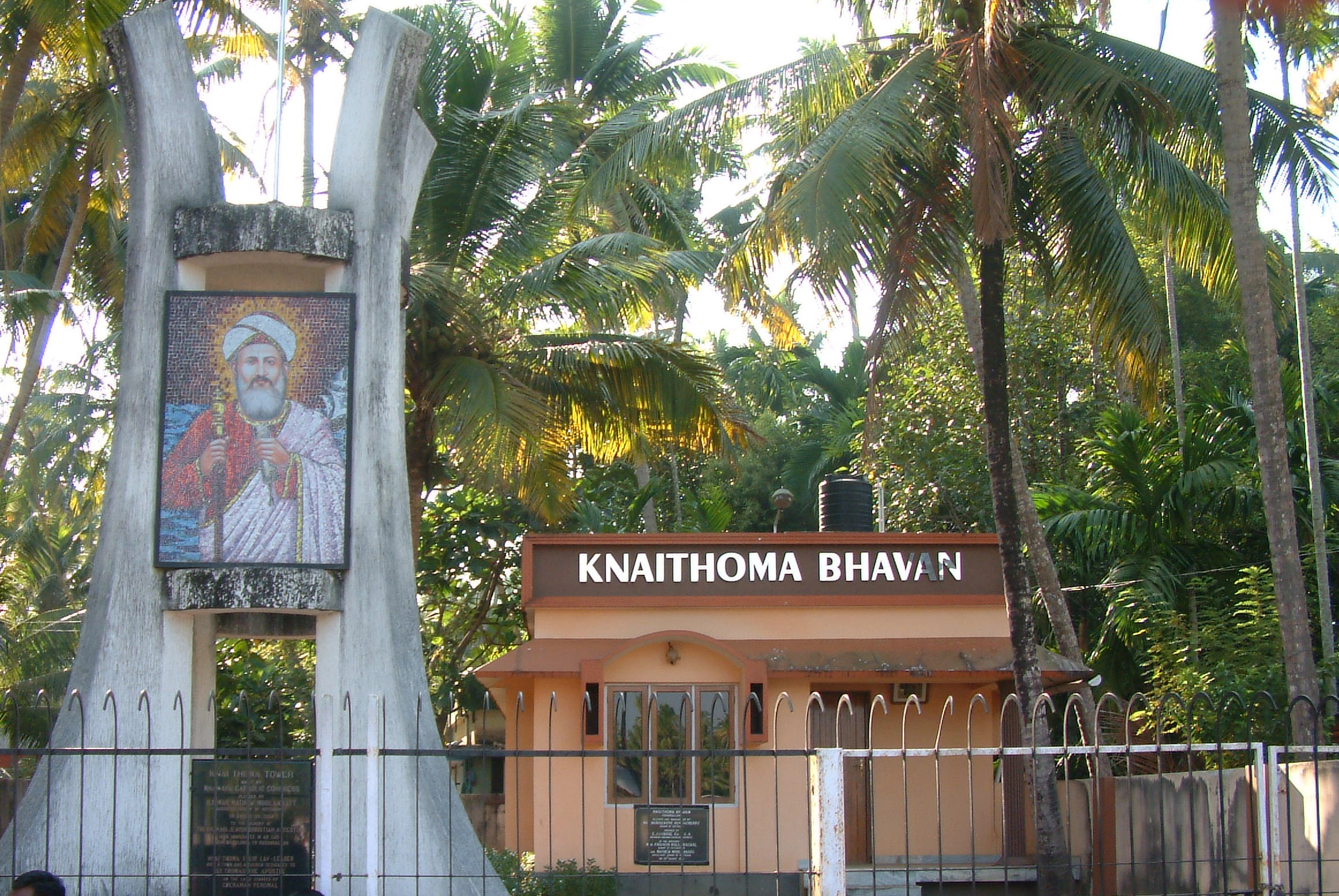
Фома Канський

За вказівкою Патріарха Антіохійського вирушив на трьох великих кораблях разом із 72 християнськими сім'ями до Індії та у 345 році причалив до Керала, Малабарський берег, де заснував християнську спільноту.
Сучасні дослідники припускають, що саме Фома Канський, а не випадково ототожнений з ним апостол Фома, був засновником християнства в Індії.

## Місцеві перекази
За переказами і православних церков, і Маланкарської православної церкви, та Сиро-малабарскої католицької церкви наявних в Індії, християнство до Індії приніс апостол Фома. За переказами саме святий апостол Фома висадився на Малабарському узбережжі (сучасний штат Керала) у південно-західній частині півострова Індостан близько 52 року н. е..
Епітет «Канський» пояснюють в цьому випадку від найменування ізраїльського міста Кана Галилейська, в якому Ісус Христос здійснив перше диво свідком, якого був апостол Фома.